# Pfarrer in solidum
Pfarrer in solidum (von lateinisch in solidum ‚als Ganzes‘) ist ein Leitungsmodell, das in der Römisch-katholischen Kirche in mehreren Diözesen für die Leitung größerer pastoraler Räume eingeführt wird. Dabei überträgt der Diözesanbischof zwei oder mehr Priestern die gemeinsame („solidarische“) Leitungsverantwortung für eine oder mehrere Pfarreien. Auch pastoralen Mitarbeitern, die nicht Priester sind, und mit Laien besetzten Gremien kann dabei eine Mitverantwortung an der Leitung übertragen werden.
Das Modell stützt sich auf eine Regelung im Codex Iuris Canonici, wo es heißt:

„Ubi adiuncta id requirant, paroeciae aut diversarum simul paroeciarum cura pastoralis committi potest pluribus in solidum sacerdotibus, ea tamen lege, ut eorundem unus curae pastoralis exercendae sit moderator, qui nempe actionem coniunctam dirigat atque de eadem coram Episcopo respondeat.
Wo die Umstände es erfordern, kann die Seelsorge für eine oder für verschiedene Pfarreien zugleich mehreren Priestern solidarisch übertragen werden, jedoch mit der Maßgabe, daß einer von ihnen Leiter des seelsorglichen Wirkens sein muß, der nämlich die Zusammenarbeit zu leiten und dem Bischof gegenüber zu verantworten hat.“

Jürgen Vorndran, Generalvikar des Bistums Würzburg, beschreibt das Konzept wie folgt: „Das Leitungsmodell ‚in solidum‘ versteht sich als Teammodell. Mehrere Priester werden zu Teampfarrern für den gesamten Pastoralen Raum ernannt. Miteinander leiten diese Teampfarrer den Pastoralen Raum, wobei ein Pfarrer aus dem Team als Moderator fungiert. Das Pastoralteam mit allen im Pastoralen Raum tätigen pastoralen und sozialen Mitarbeiterinnen und Mitarbeitern sowie die aus dem Pastoralteam gebildete Koordinationsgruppe und das Laiengremium des ‚Rates im Pastoralen Raum‘ werden in die Leitung des Pastoralen Raums einbezogen und übernehmen Mitverantwortung.“
Im Bistum Aachen heißt es: „Zwei Priester werden auf der Grundlage des Kirchenrechts zu Pfarrern für eine Pfarrei ernannt und leiten diese solidarisch und sinnvollerweise auf der Basis eines Geschäftsverteilungsplans. Teamfähigkeit und Passung sind dabei essenziell. Auf diese Weise kann der Kollegialitätsgedanke gestärkt und Arbeitsbelastung geteilt werden.“